# Obniżenie Wolbromka
Obniżenie Wolbromka – obniżenie w południowo-zachodniej Polsce na Pogórzu Zachodniosudeckim stanowiące mikroregion Pogórza Wałbrzyskiego w województwie dolnośląskim.

## Lokalizacja
Jest to podgórskie obniżenie położone w północno-zachodniej części Pogórza Wałbrzyskiego, leżące na wysokości około 250 m n.p.m. Od strony zachodniej obniżenie graniczy z Pogórzem Bolkowskim, od północy z Pogórzem Kaczawskim, od wschodu z Obniżeniem Podsudeckim, a od południa z Pogórzem Świebodzickim.

## Opis
Obniżenie Wolbromka jest wyodrębniająca się podjednostką Pogórza Wałbrzysko-Bolkowskiego stanowiącą teren o całkowicie odmiennym charakterze. Jest to obszar wyżynny pogórza niskiego w kształcie trójkąta z szeroką płaską doliną Nysy Szalonej, od której odbiega kilka ramion dolin potoków dopływających do Nysy Szalonej. W podłożu obniżenia występują zlepieńce permskie i porfiry, które przykryte są warstwą osadów czwartorzędowych, a także osadów polodowcowych.

## Krajobraz
Krajobraz obniżenia przedstawia krajobraz pogórza niskiego. Najwyższe wzniesienia nie przekraczają 300 m n.p.m. Cały obszar jest pofałdowany, łagodnie poprzecinany korytami potoków. Poza nielicznymi wzniesieniami słabo porośnięty lasem. Jest to teren średnio zaludniony, większość obszaru zajmują pola uprawne. Krajobraz przeobrażony, w znacznym stopniu zurbanizowany. Wzdłuż koryt rzek ciągną się pasy zieleni z drzew liściastych, liczny jest również starodrzew w formie przydomowych nasadzeń.

## Gleby
W dolinach rzek występują gleby bielicowe i brunatne, tworzące dobre kompleksy pszenno-zbożowe. Na pozostałym obszarze obniżenia występują gleby brunatne kwaśne, wyługowane gleby bielicowe oraz pseudobielicowe. Większość obszaru zajmują pola uprawne i łąki.

## Świat roślinny i zwierzęcy
Świat zwierzęcy i roślinny nie różni się specjalnie od innych części Pogórza Zachodniosudeckiego. Z większych zwierząt można spotkać: sarnę, dzika, jelenia, muflona, z ptaków na terenie obniżenia występuje: jarząbek, bażant, kuropatwa, puchacz, dzika kaczka, skowronek polny i kilka gatunków jastrzębi, ponadto jest kilka gniazd bociana białego. Z mniejszych ssaków występuje lis, łasica, wiewiórka, zając, orzesznica, borsuk, kuna i piżmak. Z płazów miejsca lęgowe ma salamandra plamista. Na terenie obniżenia pozostałości lasu zachowały się jedynie w wyższych partiach po południowej i północnej stronie obniżenia. Jest to przeważnie las mieszany i olsz jesionowy. Wśród gatunków liściastych występują głównie: jesion wyniosły, klon, lipa, buk zwyczajny, dąb szypułkowy, a wśród drzew iglastych: cis pospolity, sosna, świerk. Liczną grupę w drzewostanie stanowią drzewa liczące 60–100 lat. Naturalne zbiorowiska roślinne w środkowej części obniżenia są niemal zupełnie zniszczone działalnością człowieka, który zajął ten teren pod uprawy. Nielicznie zachowały się małe enklawy drzew liściastych i zarośli nadpotokowych i nadrzecznych. Z roślin chronionych występują: dziewięćsił bezłodygowy, lilia złotogłów, kopytnik pospolity, wawrzynek wilczełyko.

## Klimat
Na terenie obniżenia klimat wykazuje cechy podobne do klimatu Sudetów, jest umiarkowany, przejściowy, ciepły, charakteryzuje się zmiennym stanem pogody. Średnia roczna temperatura powietrza oscyluje w granicach 6–7 °C. Najcieplejszym miesiącem jest lipiec (14–16 °C), a najzimniejszym styczeń (2–3 °C). Średnia roczna suma opadów na terenie obniżenia waha się pomiędzy 700 a 900 mm. Zwiększa się ona wraz ze wzrostem wysokości bezwzględnej, a ponadto zwiększona jest również na stokach dowietrznych. Opadom często towarzyszą gwałtowne burze z wyładowaniami. Długość okresu wegetacyjnego trwa od 180 do 200 dni. Położenie fizyczno-geograficzne obniżenia oraz okoliczne wzgórza pogórza osłaniające obniżenie sprawiają, że na terenie obniżenia przeważają wiatry zachodnie i południowo-zachodnie.

## Wody
Obniżenie Wolbromka należy do dorzecza Odry. Największą rzeką obniżenia jest Nysa Szalona, prawostronny dopływy Kaczawy, która odwadnia obniżenie oraz okoliczne wzgórza pogórza.

## Ważniejsze miejscowości
- Wolbromek
- Kłaczyna

## Sieć komunikacyjna
Przez obniżenie przechodzą szlaki komunikacyjne:
kolejowe
- nieczynna linia nr 302 z Marciszowa do Malczyc

drogowe
- droga lokalna prowadząca z Bolkowa przez Wolbromek do Kłaczyny.
- droga lokalna prowadząca z Wolbromka do Sadów Górnych.

## Szlaki turystyczne
Przez obniżenie prowadzą: szlaki turystyczne i rowerowe:
Szlaki piesze
- zielony – Szlak Zamków Piastowskich prowadzący od ruin zamku Grodziec na Pogórzu Bolesławieckim do zamku Grodno koło Zagórza Śląskiego, przez ważniejsze średniowieczna budowle obronne w Sudetach.

Trasy rowerowe
- czerwony – Szlak zamków, pętla z Bolkowa przez Wolbromek, Kłaczynę, Świny, Gorzanowice, Jastrowiec, Lipę, Mysłów, Płoninę
- niebieski – pętla z Bolkowa przez Świny, Wolbromek, Sady Górne, Sady Dolne, Nagórnik, Półwsie, Wierzchosławice.